# Hermannsmühle (Bardenitz)

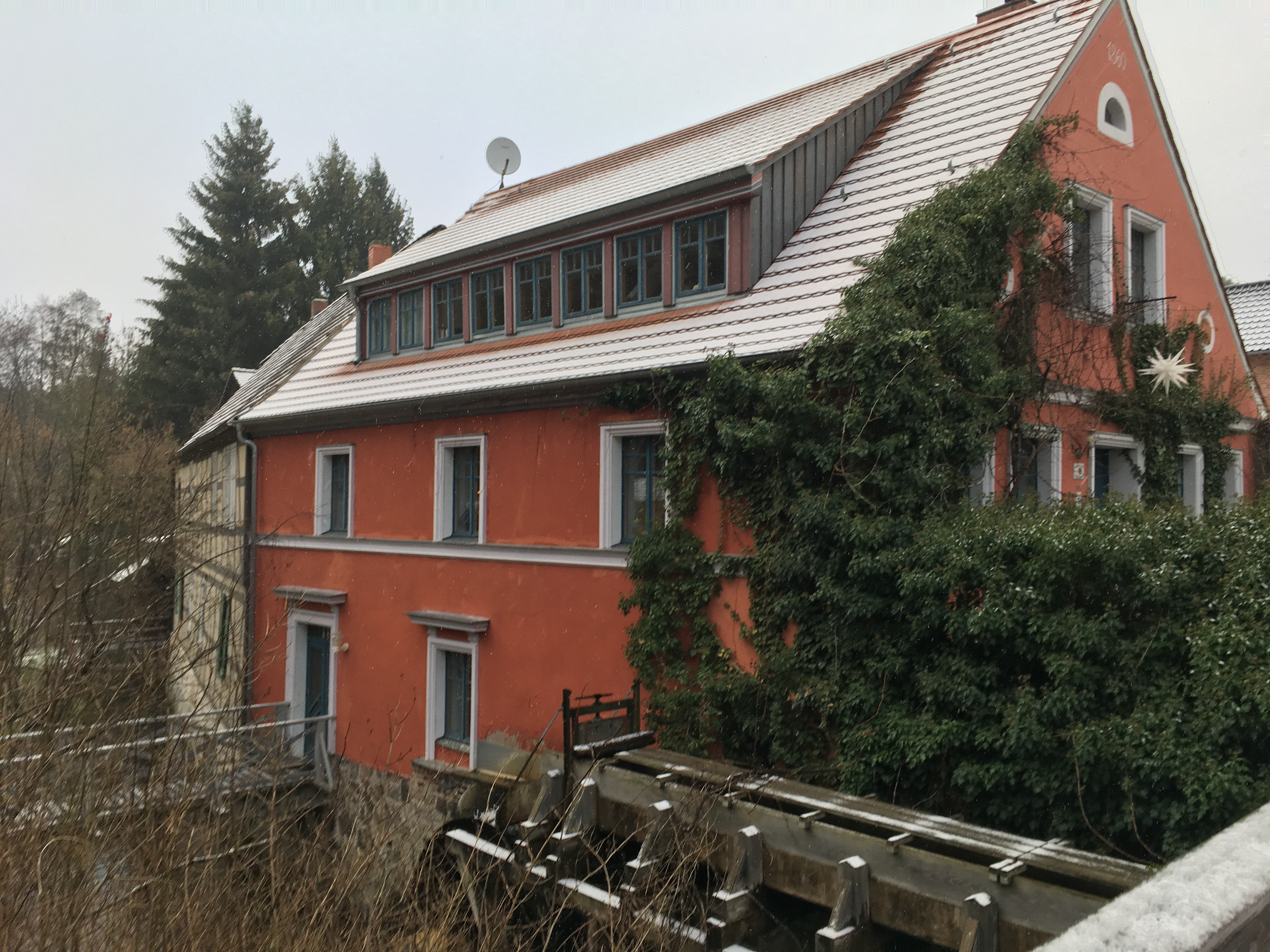
Hermannsmühle

Die Hermannsmühle ist eine denkmalgeschützte Mühle in Bardenitz, einem Ortsteil der Stadt Treuenbrietzen im Landkreis Potsdam-Mittelmark im Land Brandenburg.

## Lage
Die Mühle steht im südlichen Teil des Ortes außerhalb des historischen Kerns. Die Landstraße 812 führt von Norden kommend in südlicher Richtung aus dem Ort und stellt eine Verbindung zur Bundesstraße 102 dar. Kurz vor dem Ortsausgang zweigt die Treuenbrietzener Straße nach Westen hin ab. Wenige Meter hinter dem Abzweig führt die Straße Zur Hermannsmühle in südwestlicher Richtung zum gleichnamigen Bauwerk. Naturräumlich ist hier der Übergang vom Glogau-Baruther Urstromtal zum höher gelegenen Fläming. Aus diesem treten zahlreiche Quellen an die Oberfläche, die sich im Pommerenkenteich sammeln und als Bardenitzer Fließ in nördlicher Richtung abfließen.

## Geschichte
Anfang des 18. Jahrhunderts muss es Überlieferungen zufolge in Bardenitz bereits eine Kupfermühle gegeben haben. In einem Dokument beantragt der Papiermüller Martin Glaucke aus Sachsen den Bau einer Papiermühle oberhalb der erwähnten Mahlmühle. Glaucke konnte die Mühle jedoch nicht selbst errichten, sondern trat die Konzession am 19. Mai 1724 an den Papiermacher Johann Christian Greger aus Schlalach ab. Er ließ in der ersten Hälfte des 18. Jahrhunderts ein Wohnhaus errichten; 1725 den Teich anlegen. Das Gebäude wurde durch einen Trocknungsschuppen ergänzt, der nach Angaben des Brandenburgischen Landesamtes für Denkmalpflege und Archäologische Landesmuseum (BLDAM) zwischen 1725 und 1800 errichtet wurde. Um 1800 kamen ein Gesindehaus sowie ein Toilettenhaus hinzu. 1852 wurde der Wasserlauf des Teichs in seine im 21. Jahrhundert noch vorhandene Form verändert. 1859 kaufte der Müllermeister Christlieb Hermann aus Hennickendorf das Ensemble. Er ließ das alte Mühlengebäude abreißen und 1860 ein neues Gebäude errichten, um dort fortan Getreide zu mahlen. Das Bestandsgebäude, in dem Gregor zuvor Lehm gekocht hatte, wurde zum Wohnhaus. Zu einem späteren Zeitpunkt übernahm eine Familie Pommerenke das Anwesen. Zwischen 1850 und 1860 entstand nördlich des Wohnhauses das sogenannte Jägerhaus. Um 1900 kamen zwei Stallungen hinzu. In der Zeit der DDR nutzte die LPG Bardenitz das Anwesen, schrotete dort Getreide und stellte Futtermischungen her. 1984 erwarb ein Innenarchitekt die Mühle und baute sie bis 1990 zu einem Wohnhaus mit Ferienwohnungen um. 2012 wurde das Wasserkraftwerk an der Mühle erneuert; es erzeugt seit dieser Zeit elektrischen Strom.

## Baubeschreibung

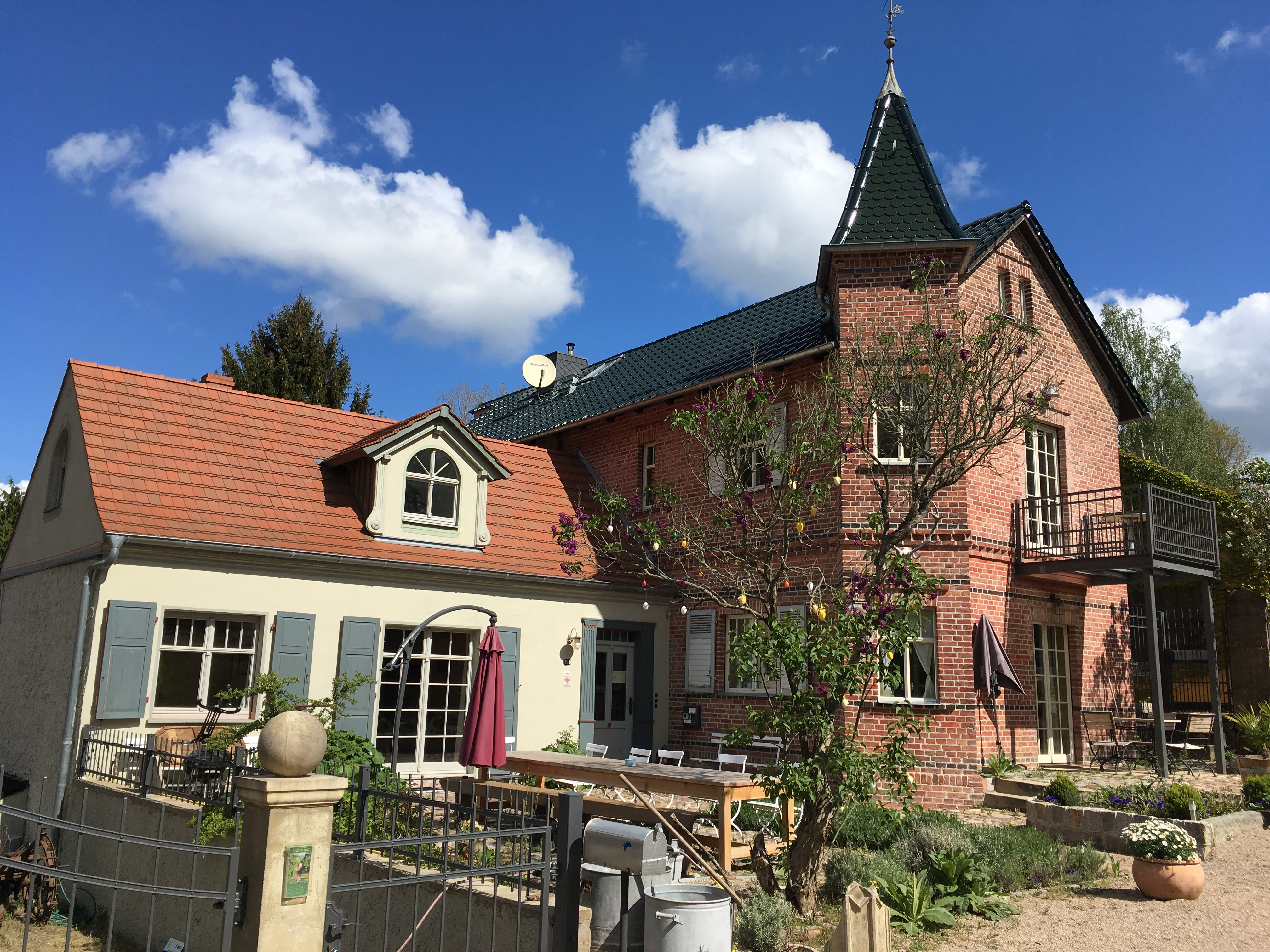
Jägerhaus

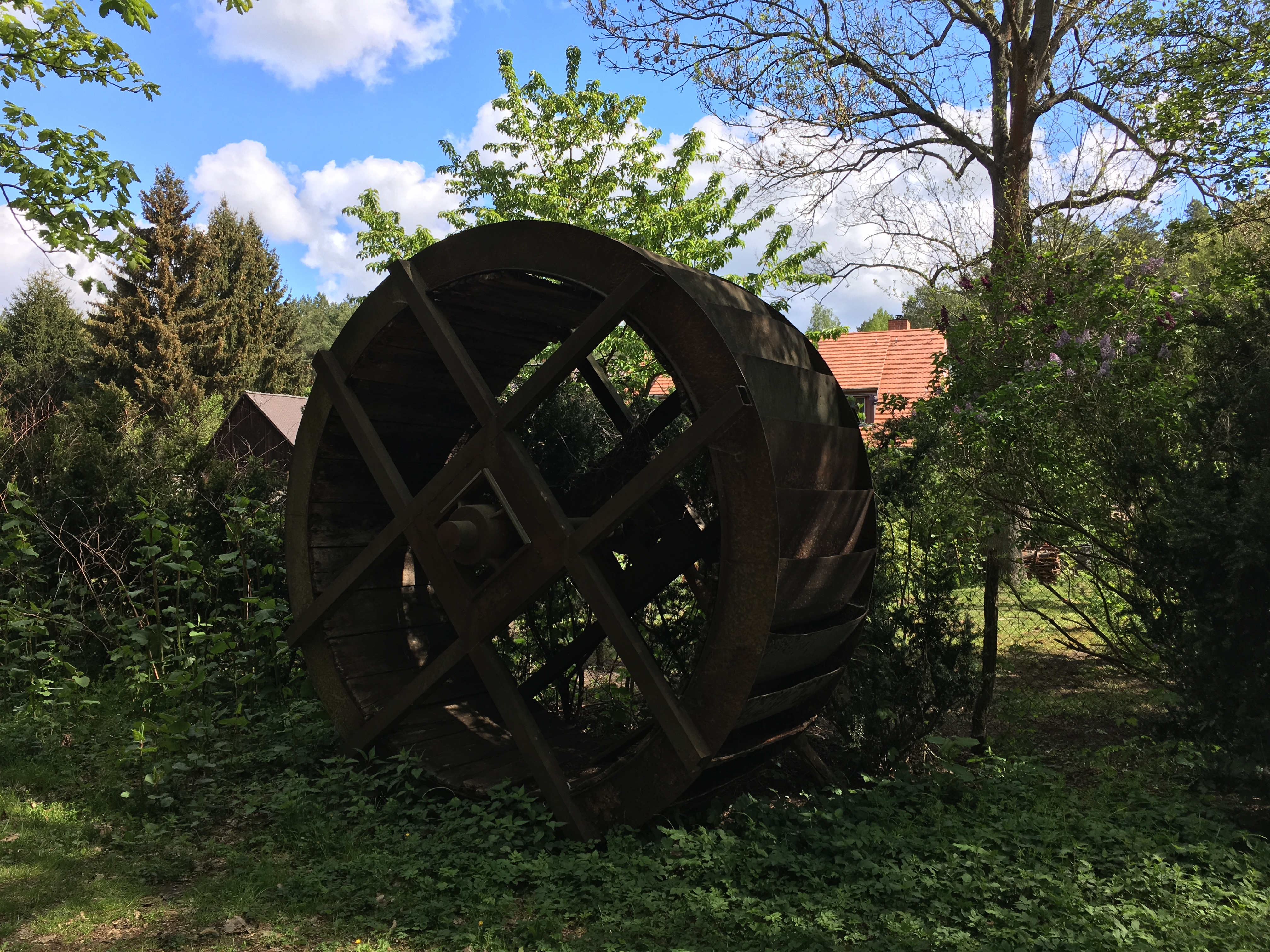
Ausgedientes Mühlrad

Der Denkmalschutz bezieht sich auf das gesamte Ensemble. Dazu gehört ein Mühlengebäude, ein Wohnhaus, ein Unterstand mit Aborten, ein Trockenschuppen, ein Schweinestall, ein  Wirtschaftsgebäude, das Jäger- sowie das gegenüberliegende Gesindehaus und den Mühlenstau mit Weiher.
Das Mühlengebäude wurde unmittelbar neben dem Mühlengerinne errichtet. Hierdurch ergibt sich ein Gefälle nach Süden. Das Gebäude ist in diesem Bereich zweigeschossig, während es zur Straßenseite hin eingeschossig ausgeführt wurde. Die bis auf ein Fenster im Giebel rechteckig ausgeführten Fenster werden durch farblich abgesetzte Faschen betont. Das Gebäude trägt ein schlichtes Satteldach. Daran schließt sich nach Westen hin entlang des Bardenitzer Fließes ein zweigeschossiges Wohnhaus an. Es wurde aus Fachwerk errichtet und verfügt über sechs Achsen. Nach seiner Errichtung in der ersten Hälfte des 18. Jahrhunderts erfolgte zwischen 1800 und 1840 ein Umbau. Es trägt ein Krüppelwalmdach.
Im hinteren Bereich des Hofs steht ein Trocknungsschuppen, der als Quergebäude den Hof abschließt. Der zweigeschossige Bau wurde aus Fachwerk mit Satteldach im dritten Viertel des 18. Jahrhunderts errichtet. Östlich dieses Schuppens steht ein Schweinestall aus der Zeit um 1900. Er ist eingeschossig und trägt ein Pultdach. Er wird durch einen weiteren Stall ergänzt, der an der nordöstlichen Seite des Hofs errichtet wurde. Das zweigeschossige Gebäude mit Satteldach entstand ebenfalls um 1900. Das Ensemble wird durch ein als Jägerhaus bezeichnetes Wohnhaus vervollständigt. Es entstand in den Jahren um 1850/1860 und wurde um 1900/1910 auf Initiative des Journalisten John Bashford erweitert. Es handelt sich um einen zweigeschossigen Ziegelbau mit einem angesetzten Turm. Auf der gegenüberliegenden Straßenseite steht ein Gesindehaus aus der Zeit um 1800. Der aus Fachwerk errichtete Bau ist eingeschossig und trägt ein Krüppelwalmdach.